# Tozinameran
Tozinameran (codenaam BNT162b2) is een COVID-19-vaccin van het type RNA-vaccin dat is ontwikkeld door BioNTech. Het wordt in samenwerking met Pfizer geproduceerd en verhandeld onder de merknaam Comirnaty®, ook wel bekend als 'het BioNTech/Pfizer-vaccin'.
BioNTech heeft het vaccin ontwikkeld. Pfizer financiert, houdt toezicht op de klinische proeven, produceert het vaccin en verzorgt de logistiek.

## Werking
Tozinameran werkt met messenger-RNA, genetische code die in het coronavirus aanwezig is. Dit mRNA wordt in kleine vetbolletjes in het lichaam gebracht. Het vaccin wordt intramusculair gegeven in twee doses van elk 0,3 ml, bij voorkeur in de deltaspier van de bovenarm.
Het mRNA komt in de lichaamscellen terecht, wordt daar gelezen en vertaald naar een spike-eiwit, een eiwit dat aan de buitenkant van het virus aanwezig is en waarmee het lichaamscellen kan binnendringen. De cellen gaan dit eiwit maken en scheiden het uit. Afweercellen van het lichaam, de T-cellen, herkennen dit eiwit als lichaamsvreemd en gaan vervolgens B-cellen stimuleren om te maken antistoffen maken tegen het virale eiwit en cytotoxische T-cellen gericht tegen het virus. Het doel van het vaccin is dat er voldoende geheugen T-cellen en geheugen B-cellen worden aangemaakt die in de toekomst het virus kunnen herkennen bij een infectie. De afweercellen zullen vervolgens het virus onschadelijk maken.
Het vaccin bevat dus alleen een code voor een eiwit en bevat geen virus. Het vaccin kan dan ook niet de ziekte COVID-19 veroorzaken.
Uit onderzoek door Pfizer tot juni 2021 blijkt dat het vaccin in 95% van de gevallen effectief is. Hoe lang het vaccin bescherming biedt tegen de ziekte was op dat moment niet bekend, maar wel was bekend dat de bescherming onverminderd hoog is gedurende 3 maanden. De mensen die het vaccin tijdens de testperiode kregen worden gedurende twee jaar gevolgd. Het is ook nog niet bekend of gevaccineerde personen het virus toch nog kunnen verspreiden als ze besmet zijn geraakt. Onderzoek in Israël  - een van de landen die het vaccin als eerste toepaste - onder bijna 600.000 mensen liet zien dat de effectiviteit in deze randomized trial 94% was op het verkrijgen van symptomatisch COVID-19. Dit onderzoek toonde ook aan dat het vaccin voor alle leeftijdsgroepen effectief was.
Het vaccin is toegestaan vanaf een leeftijd van 12 jaar.

## Samenstelling
Tozinameran is samengesteld uit:
Werkzame stof:  
- Tozinameran

Hulpstoffen:
- ((4-hydroxybutyl)azaandiyl)bis(hexaan-6,1-diyl)bis(2-hexyldecanoaat) (ALC-0315)
- 2-[(polyethyleenglycol)-2000]-N,N-ditetradecylacetamide (ALC-0159)
- 1,2-distearoyl-sn-glycero-3-fosfocholine (DSPC)
- Cholesterol
- Kaliumchloride
- Kaliumdiwaterstoffosfaat
- Natriumchloride
- Dinatriumfosfaatdihydraat
- Sucrose
- Water voor injectie
- Natriumhydroxide (voor aanpassing van de pH)
- Zoutzuur (voor aanpassing van de pH)

## Vaccinatieprocedure
De snelste vaccinatieprocedure vereist twee doses in drie weken.
- dag 1: eerste vaccinatie
- dag 12: opbouw van immuniteit begint
- dag 21: tweede vaccinatie
- dag 28: maximale immuniteit[8]

Het vaccin is volgens de fabrikant 95% effectief in de testgroep.
In Nederland werd de tweede dosis bij de bestrijding van de coronapandemie in 2021 na 6 weken toegediend. Zo kregen de in aanmerking komende mensen de eerste dosis gemiddeld sneller. In dat geval is 7 dagen na de tweede doses de maximale immuniteit bereikt. In de tweede helft van 2021 werd de tweede dosis toegediend na 3 weken, want toen nam de vraag naar (eerste) vaccinaties af.

## Keuringen
Op 9 november 2020 gaven Pfizer en BioNTech aan dat hun RNA-vaccin in tussentijdse resultaten voor 90% effectief was in het voorkomen van COVID-19 bij ingeënte patiënten. De EU plaatste een bestelling van 300 miljoen doses.
Op 2 december 2020 gaf de MHRA, het Brits agentschap voor geneesmiddelen en gezondheidszorg, noodtoestemming voor het vaccin van Pfizer–BioNTech, waardoor het Verenigd Koninkrijk dit vaccin tegen COVID-19 goedkeurde. Op 8 december 2020 kreeg de 90-jarige Margaret Keenan als eerste Brit dit vaccin toegediend in het universiteitshospitaal van Coventry.
Het Europees Geneesmiddelenbureau (EMA) gaf op 21 december 2020 zijn goedkeuring voor het gebruik binnen de EU. Commissievoorzitter Ursula von der Leyen bevestigde dat de Europese Commissie het coronavaccin dezelfde dag nog zou goedkeuren.

## Distributie

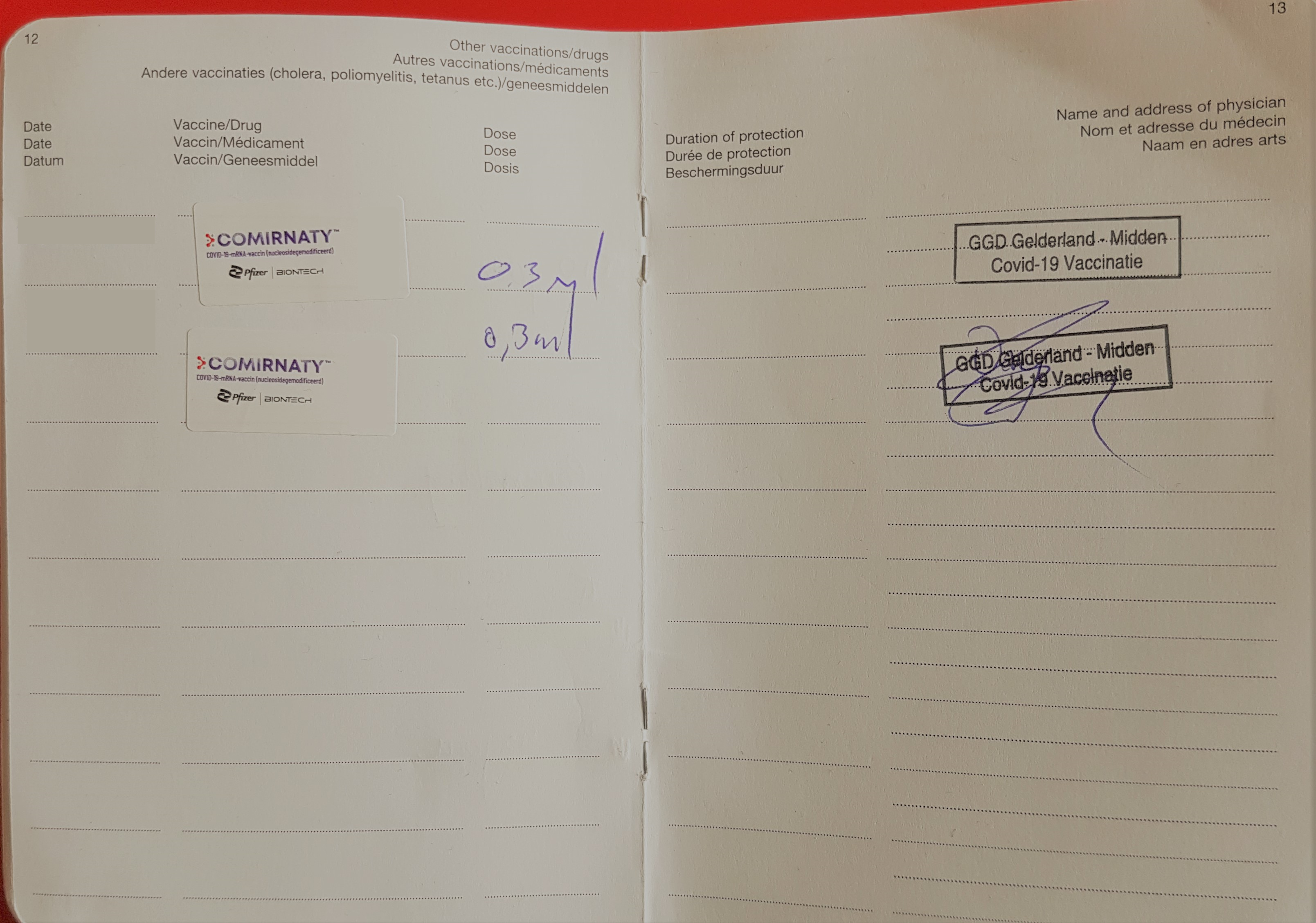
Een Nederlands ICVP (‘vaccinatieboekje’) met bewijs van vaccinatie tegen COVID-19 middels tozinameran (Comirnaty)

Tozinameran moet bij temperaturen tussen de −90 en −60 graden Celsius gekoeld worden tijdens langdurige opslag (bijvoorbeeld in een speciale vriezer of op droogijs). Voor gebruik dient het te worden ontdooid tot koelkasttemperatuur (2 tot 8 graden Celsius). Bij opslag in een gewone koelkast is het vaccin nog 31 dagen houdbaar.  In deze periode moet het bij temperaturen van 2 tot 8 graden naar de vaccinatielocatie gebracht worden. Voorts kan het vaccin nog twee uur bij kamertemperatuur (tot maximaal 30 graden Celsius) worden bewaard, maar hierna dient het onmiddellijk te worden gebruikt. Een eenmaal ontdooid vaccin mag niet worden ingevroren.
Voor gebruik dient 0,45 ml van het vaccin te worden verdund met 1,8 ml fysiologisch zout. Hierna moet het vaccin binnen 6 uur worden gebruikt. Na toevoeging van de oplosvloeistof bevat de vaccinflacon 2,25 ml opgelost vaccin. Hier kunnen minimaal 5 doses van 0,3 ml uit gehaald worden. Indien een zesde dosis van 0,3 ml uit de vaccinflacon gehaald kan worden, kan die ook worden toegediend. Het verdunde vaccin dient hierbij bij temperaturen tussen de 2 en 30 graden Celsius te worden bewaard. De toediening is in de spier (intramusculair, bij voorkeur de deltavormige spier in de bovenarm).

## Productie
Pfizer Manufacturing Belgium in Puurs is een van de twee sites wereldwijd die tozinameran produceert. Het wordt voorzien dat de productie van dit vaccin een positieve impact heeft op de Belgische economie. In 2020 zorgde extra vaccinproductie door GSK voor een stijging van het bruto nationaal inkomen met 0,3 %. België kocht  5.805.000 vaccins à € 12 per dosis. De EU kocht eind mei 900 miljoen doses en bestelde er nog 900 miljoen voor 2021 en 2022.

## Nevenwerkingen
Gevaccineerden worden opgeroepen om nevenwerkingen te melden om zo een bijdrage te leveren aan de veiligheid van de vaccinatie. Lareb verzamelt de gemelde nevenwerkingen. Een compleet overzicht van nevenwerkingen geregistreerd in Nederland, is te vinden op de website van Lareb. In Nederland werden tot 12 september 2021 296.141 bijwerkingen geregistreerd. Het betreft 2.043 ernstige bijwerkingen. Een bijwerking is ernstig, als deze heeft geleid tot overlijden, opname in het ziekenhuis, of levensbedreigend was. Ook blijvende invaliditeit en aangeboren afwijkingen vallen onder ernstige bijwerkingen.
De meest voorkomende bijwerkingen duren 1-3 dagen en komen ook bij andere vaccins voor. Het zijn:
- roodheid, zwelling en pijn op de plaats van de prik (meer dan 80%);
- spierpijn (meer dan 30%);
- vermoeidheid (meer dan 60%);
- hoofdpijn (meer dan 50%);
- koorts (meer dan 10%);
- diarree (meer dan 10%).

Bij oudere mensen treden deze bijwerkingen minder vaak op dan bij jongere mensen.
De volgende bijwerkingen zijn zeldzamer:
- Misselijkheid en braken
- Jeuk op de plaats van de injectie
- Vergrote lymfeklieren (lymfadenopathie)[2]
- Moeite met slapen
- Malaise[2]
- Allergische reacties
- Spierzwakte aan een kant van het gezicht
- Zeer zelden: anafylaxe. Vanwege dit laatste moet het vaccin onder medische supervisie gegeven worden. In Nederland worden daarom gevaccineerde personen direct na vaccinatie gedurende ten minste 15 minuten geobserveerd.[2]
- Zeer zelden: Myocarditis en pericarditis.[26]

Er zijn van het vaccin geen klinisch relevante contra-indicaties bekend in juni 2021, anders dan allergie voor de gebruikte hulpstoffen.